# 船場 (姫路市)
船場（せんば）は、兵庫県姫路市の中心部西部を指す地域名。姫路城の西側にある旧町人地・中下級武士の居住区およびその周囲の田畑が宅地化された地域であり、姫路市立船場小学校の校区東部および姫路市立城西小学校の校区南部を指す。
姫路城外曲輪内の内町に対して、その外側に広がる町を外町（そとまち）と称し、船場はそのうち西側の西国街道沿いの地域である。南に隣接する地区である飾万津口（しかまづぐち）、北に隣接する野里（のざと）、東に隣接する神谷（かみや）、それらに含まれる町を合わせて姫路78町と呼ばれた。内町・外町を総称して姫路町と称する。
本項では船場に含まれないがこれらの町と隣接し特に関係が深い町についても解説する。

## 歴史

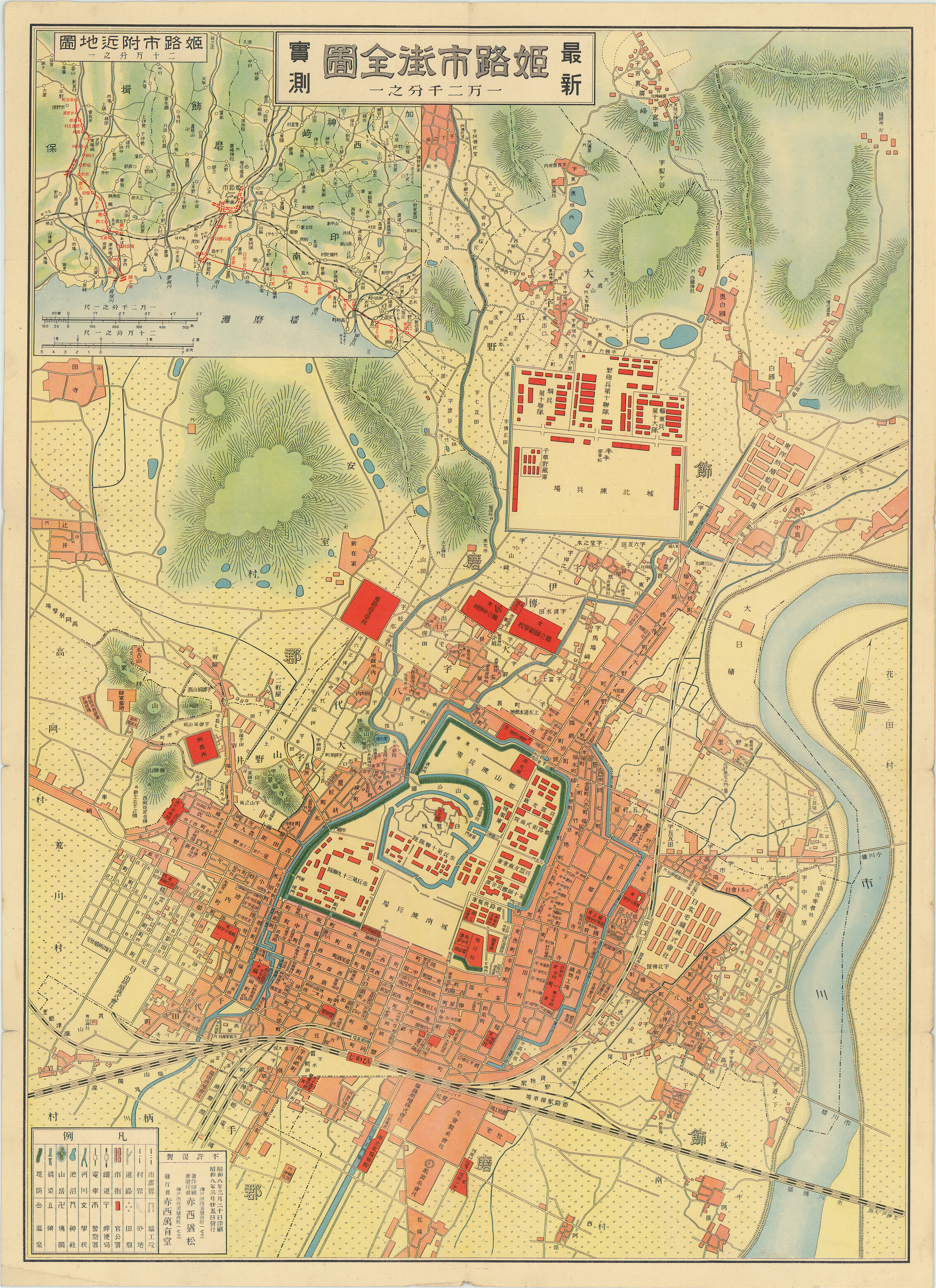
『最新実測姫路市街全図』1933年(昭和8年) 3月25日赤西萬有堂発行。姫路城西側の船場川西部に広がる市街地が船場地区。西国街道は福中門を西へ出たあと、船場本徳寺近辺から北へ進んで歩兵第39連隊の西側にある龍野町1丁目より西へ進む。その南西部の花影町・東雲町のあたりはまだ市街地としての発展が見られない。

市川支流の船場川は二股川、妹背川あるいは三和川と呼ばれていた。この両岸にまたがって福中村があり、川をはさんで東側を上福中村（のち福中町）、西側を下福中村と称した。その北東・姫山周辺に中村が、後の景福寺山周辺に中村の出作村があった。また三和川の支流として過去に雲見川という流れがあり（柿山伏から龍野町に至る水路がその名残か）、性空上人がここで紫雲が書写山に留まるのを見て圓教寺を開く場所を定めたという伝説がある。
天正8年（1580年）、羽柴秀吉が英賀城を滅ぼした際に、その城下町の人々をこの地の西国街道沿いに集め、龍野町に禁制を発給して楽市と定めている。
江戸時代には元和4年（1618年）、本多忠政が東本願寺の要請を受けて、東本願寺別院として船場本徳寺を開基する。また本多忠政は（池田輝政が頓挫した三左衛門堀の開削に代わって）妹背川を改修して寛永元年（1624年）に完成、高瀬舟が通行出来るようにした。現在の炭屋橋から材木町・小利木町にかけて船着き場を設けて市之橋の附近に市を開き、妹背川を船場川と、この附近を「船場」と称した。また船場にも姫路藩の下級武士・足軽の居住区・長屋が置かれている。宝暦7年（1710年）榊原政邦の時に中村の出作村を（姫路城内に取り込まれた）本村の名を取って中村と改めている。寛延2年（1749年）には船場川の大洪水（寛延二年大洪水）があり溺死者408名・流失家屋161戸を数え、船場地区にも甚大な被害を出している。
江戸時代の福中村は「天保郷帳」「旧高旧領取締帳」共に441石余り。中村は同様に292石余り。
明治初頭には飾磨県庁が龍野町5丁目（のち姫路赤十字病院を経て空き地）におかれた。明治・大正時代にも西国街道沿いの龍野町を中心に繁栄し、特に多数の会社の経営や投機をおこなった龍野町1丁目の初井家（歌人・初井しづ枝の婚家）が知られる。
1889年（明治22年）4月1日に姫路に市制が施行された際には船場の各町もこれに含まれる。さらに1912年（明治45年）4月には国衙村から一部が編入され、大正年間にその地域で耕地整理がおこなわれ、1926年（大正15年）にはここに新たに船橋町ほかの町名が設定され広義の船場に含まれる。
太平洋戦争末期、1945年7月3日深夜からの第2次姫路空襲で船場も東部を中心に被災。戦後には被災区域において戦災復興都市計画による区画整理が行われ、船場川が本多忠政による改修で外曲輪南西角で大蔵前町の東へ屈曲していたのを直線形に改めて旧流路を埋め立てている。また国道2号も拡幅整備されて北沿いにビル群が建設される。1984年（昭和59年）9月21日に船場東部を含む復興第1工区が換地処分され町名が変更・整理されている。

## 含まれる町丁
凡例・補足：
- 町名リンク先も参照。
- 船場の分類は橋本政次『姫路市町名字考』p.12-19を元に現在の町名に対応させた。
- 江戸時代の分類は特記無き場合は町人地。
- 明治初期から市制施行まで各町名に「姫路」を冠している（それ以後に成立した町を除く）。
- 校区欄の校名は「姫路市立○○小学校／中学校／小中学校」を省略表記。

| 町名        | 読み             | 郵便番号 | 世帯数 | 人口 | 主な施設・備考／概要                                                                                              | 校区           |
| ----------- | ---------------- | --- | ------ | ---- | --- | -------------- |
| 小利木町    | こりきまち       | 670-0022 | 65     | 125  | - 船場川改修記念碑 - 阿部知二文学碑                                                                               | 城西小／琴陵中 |
| 小利木町    | こりきまち       | 姫路城清水門（跡）の西にある、大野川と船場川の合流点付近より下流沿いにある逆くの字状の町。小利木とは樵（こ）った木のことで薪を多く扱ったという。羽柴秀吉時代の姫路城の大手にあたる。船場川の水運で発展した。市制施行時より姫路市に属する。                                                                                     |        |      | | 城西小／琴陵中 |
| 柳町        | やなぎまち       | 670-0023 | 25     | 47   | | 城西小／琴陵中 |
| 柳町        | やなぎまち       | 小利木町の西。天正以前にはここに柳の名木と「柳の井」があったという。侍屋敷が置かれた時期もあった。市制施行時より姫路市に属する。 |        |      | | 城西小／琴陵中 |
| 鷹匠町      | たかじょうまち   | 670-0024 | 105    | 207  | | 城西小／琴陵中 |
| 鷹匠町      | たかじょうまち   | 柳町の南西。武家地。侍屋敷・組屋敷が置かれ、鷹匠が住んでいた。市制施行時より姫路市に属する。北に隣接して「餌差町（えさしまち）」があった（現在は山野井町の一部）。 |        |      | | 城西小／琴陵中 |
| 岡町        | おかまち         | 670-0026 | 165    | 366  | - 姫路城の西公民館 - 宮本百合子文学碑                                                                             | 城西小／琴陵中 |
| 岡町        | おかまち         | 鷹匠町の西。元・山野井村の一部。1936年（昭和11年）にこの地域の古名「岡」より命名された。戦前は裁判所が置かれていた。 |        |      | | 城西小／琴陵中 |
| 嵐山町      | あらしやまちょう | 670-0029 | 183    | 385  | - 姫路城の西郵便局                                                                                                | 城西小／琴陵中 |
| 嵐山町      | あらしやまちょう | 岡町の西。元・山野井村の一部。1936年（昭和11年）に景福寺山の古名「嵐山」より命名された。 |        |      | | 城西小／琴陵中 |
| 材木町      | ざいもくまち     | 670-0025 | 113    | 210  | - 見星寺 - 鉄牛和尚（塙団右衛門）供養塔 - 寛延二年大洪水供養塔 - （歩兵第39連隊）殉国戦友碑 - 船入川の跡碑        | 城西小／琴陵中 |
| 材木町      | ざいもくまち     | 小利木町の南、船場川沿い。姫路城市橋門（跡）のすぐ外側に位置する。寛永元年、本多忠政がここに（旧）材木町（後の堺町・竹田町）や生野町・橋之町・龍野町にあった材木問屋を集めたことに由来する。江戸時代後期には姫路藩の特産品である木綿の晒しもおこなわれていた。市制施行時より姫路市に属する。1912年（大正元年）に増位町を編入。 |        |      | | 城西小／琴陵中 |
| 景福寺前    | けいふくじまえ   | 670-0027 | 62     | 116  | - 景福寺 - 越前松平家墓所 - 酒井家墓所 - 高橋武成墓 - 認定こども園景福寺瑞松学院 - 認定こども園しんきひかり保育園 | 城西小／琴陵中 |
| 景福寺前    | けいふくじまえ   | 材木町の西。元武家地（組屋敷）。元は吉田町の一部。景福寺は1749年（寛延2年）に酒井忠恭によって坂田町から孝顕寺跡へ移された。市制施行時より姫路市に属する。 |        |      | | 城西小／琴陵中 |
| 吉田町      | よしだまち       | 670-0031 | 121    | 240  | | 城西小／琴陵中 |
| 吉田町      | よしだまち       | 材木町と景福寺前の南。池田輝政の故地・三河吉田（現・豊橋市）あるいはそこからの移住者にちなんだ町名。市制施行時より姫路市に属する。 |        |      | | 城西小／琴陵中 |
| 農人町      | のうにんまち     | 670-0038 | 39     | 84   | | 城西小／琴陵中 |
| 農人町      | のうにんまち     | 吉田町の西。慶長年間に町屋敷となったが、百姓が多くいたことからか。市制施行時より姫路市に属する。 |        |      | | 城西小／琴陵中 |
| 柿山伏      | かきやまぶし     | 670-0037 | 127    | 240  | | 城西小／琴陵中 |
| 柿山伏      | かきやまぶし     | 農人町の西。江戸時代は武家地（足軽町）。寛永頃の絵図では弓鉄砲町とも。それ以前に山伏が住んでいて柿を多く植えていたという。市制施行時より姫路市に属する。 |        |      | | 城西小／琴陵中 |
| 龍野町1丁目 | たつのまち       | 670-0032 | 84     | 147  | - 初井家住宅（都市景観重要建築物） - 舟つなぎ石                                                                   | 城西小／琴陵中 |
| 龍野町2丁目 | たつのまち       | 670-0032 | 60     | 105  | | 城西小／琴陵中 |
| 龍野町3丁目 | たつのまち       | 670-0032 | 76     | 126  | | 城西小／琴陵中 |
| 龍野町4丁目 | たつのまち       | 670-0032 | 14     | 36   | - 伊勢屋本店本社                                                                                                  | 城西小／琴陵中 |
| 龍野町5丁目 | たつのまち       | 670-0032 | 75     | 115  | - 姫路赤十字病院跡                                                                                                | 城西小／琴陵中 |
| 龍野町6丁目 | たつのまち       | 670-0032 | 65     | 119  | | 城西小／琴陵中 |
| 龍野町6丁目 | たつのまち       | 西国街道沿いの町人地。吉田町の南・姫路城車門（跡）の西が1丁目、以後西へ順に続いて薬師山の下に6丁目。龍野方面に通じるところから命名されたともいう。羽柴秀吉が出した楽市の制札は拓本が現存する。1丁目から2丁目にかけて江戸後期から明治にかけて酒造業も多く位置した。市制施行時より姫路市に属する。                               |        |      | | 城西小／琴陵中 |
| 小姓町      | こしょうまち     | 670-0043 | 112    | 176  | - 船場西ビル - 姫路船場郵便局 - 船場公園 - 播州信用金庫船場支店（国道2号南）                                      | 船場小／琴陵中 |
| 小姓町      | こしょうまち     | 龍野町1・2丁目の南、一部は国道2号の南側。芥田家文書の木下家定書状に既に町名がある。小姓がいたことから命名された。当初は町人地だったが次第に侍屋敷・組屋敷が増えた。市制施行時より姫路市に属する。 |        |      | | 船場小／琴陵中 |
| 元町        | もとまち         | 670-0049 | 232    | 432  | - 元町東ビル - 元町西ビル - 但馬信用金庫姫路支店                                                                  | 船場小／琴陵中 |
| 元町        | もとまち         | 小姓町の西、龍野町3丁目の南、国道2号の南北にまたがる。1912年（大正元年）に中村を廃した際に、姫路草分けの中村の名という由緒から元町と命名された。一部が大正15年に船橋町・東雲町・花影町に、1968年（昭和43年）船丘町になり、同年西新町・船丘町の一部を編入。                                                                     |        |      | | 船場小／琴陵中 |
| 西新町      | にししんまち     | 670-0033 | 232    | 425  | | 船場小／琴陵中 |
| 西新町      | にししんまち     | 元町の西、龍野町4・5丁目の南。1912年（大正元年）に中村を廃した際に、元町の西隣の字へ命名された。1968年（昭和43年）一部が元町・船丘町となる。 |        |      | | 船場小／琴陵中 |
| 上片町      | かみかたまち     | 670-0041 | 4      | 11   | | 船場小／琴陵中 |
| 上片町      | かみかたまち     | 龍野町1丁目の南。船場川沿いの道の片側にのみ町屋があることから。市制施行時より姫路市に属する。一部が1972年（昭和47年）米田町に、1984年（昭和59年）博労町に編入。 |        |      | | 船場小／琴陵中 |
| 米田町      | よねだまち       | 670-0042 | 64     | 102  | - 船場東ビル | 船場小／琴陵中 |
| 米田町      | よねだまち       | 龍野町1丁目の南、上片町の西。米屋街であったことにちなむ。古くは瓦屋町、かわら町と呼ばれたのを元禄の頃までに改めた模様。市制施行時より姫路市に属する。1972年（昭和47年）上片町・小姓町の一部を編入、1984年（昭和59年）一部が地内町・博労町に編入。                                                                              |        |      | | 船場小／琴陵中 |
| 博労町      | ばくろうまち     | 670-0906 | 143    | 213  | - 亀の甲堰跡 | 船場小／琴陵中 |
| 博労町      | ばくろうまち     | 米田町の国道2号を越えた南、西国街道が南北に延びる町。博労がいて馬を飼い慣らしたので、道幅が特に広かった。市制施行時より姫路市に属する。1984年（昭和59年）上片町・米田町・地内町・片田町・相生町・大蔵前町・福中内新町・西魚町・福沢町・東雲町1丁目の一部を編入、一部が地内町となる。                                           |        |      | | 船場小／琴陵中 |
| 地内町      | ぢないまち       | 670-0044 | 10     | 27   | - 真宗大谷派姫路船場別院本徳寺 - 認定こども園船場御坊幼稚園                                                       | 船場小／琴陵中 |
| 地内町      | ぢないまち       | 博労町の西。船場本徳寺の地内であることから。榊原忠次など歴代藩主から土地を寄進されて寺域に編入した。同寺とその子院が町域の大半を占める。市制施行時より姫路市に属する。1984年（昭和59年）米田町・小姓町・片田町・博労町の一部を編入して一部が博労町に編入される。                                                               |        |      | | 船場小／琴陵中 |
| 片田町      | かただまち       | 670-0045 | 31     | 49   | | 船場小／琴陵中 |
| 片田町      | かただまち       | 地内町の南。1912年（大正元年）に西下片町と西富田町とを統合した際に一字ずつ取って命名。1984年（昭和59年）東雲町1～6丁目の一部を編入、一部が地内町・博労町となる。 |        |      | | 船場小／琴陵中 |
| 福沢町      | ふくざわちょう   | 670-0992 | 324    | 561  | | 船場小／琴陵中 |
| 福沢町      | ふくざわちょう   | 博労町の南。1889年（明治22年）市制施行当初から姫路市に含まれた福中村と、1912（明治45年）姫路市に編入した豊沢村字柳茶屋とを合併した時に一字ずつ取って命名。 |        |      | | 船場小／琴陵中 |
| 千代田町    | ちよだまち       | 670-0993 | 314    | 551  | - 三菱電機姫路製作所千代田工場 （日出紡績工場跡） - 山陽色素（レンガ造りの工場の跡）                              | 船場小／琴陵中 |
| 千代田町    | ちよだまち       | 福沢町の南。1912（明治45年）豊沢村の一部を姫路市に編入した際にめでたい名前をもって命名。 |        |      | | 船場小／琴陵中 |
| 船丘町      | ふなおかちょう   | 670-0034 | 148    | 192  | - 日新ビル - ラー麺ずんどう屋総本店 - 船丘ビル                                                                    | 船場小／琴陵中 |
| 船丘町      | ふなおかちょう   | 西新町の南、元町の西。1932年（昭和7年）福沢町より分割の際に、景福寺山を『播磨国風土記』にいう「船丘」とみて命名。 |        |      | | 船場小／琴陵中 |
| 琴岡町      | ことおかちょう   | 670-0035 | 102    | 170  | - 琴岡ビル | 船場小／琴陵中 |
| 琴岡町      | ことおかちょう   | 船丘町の西、龍野町6丁目の南。1932年（昭和7年）福沢町より分割の際に、薬師山を『播磨国風土記』にいう「琴丘」とみて命名。 |        |      | | 船場小／琴陵中 |
| 船橋町2丁目 | ふなはしちょう   | 670-0034 | 145    | 273  | | 船場小／琴陵中 |
| 船橋町3丁目 | ふなはしちょう   | 670-0034 | 13     | 33   | | 船場小／琴陵中 |
| 船橋町4丁目 | ふなはしちょう   | 670-0034 | 20     | 37   | | 船場小／琴陵中 |
| 船橋町5丁目 | ふなはしちょう   | 670-0034 | 230    | 503  | | 船場小／琴陵中 |
| 船橋町6丁目 | ふなはしちょう   | 670-0034 | 38     | 73   | | 船場小／琴陵中 |
| 船橋町6丁目 | ふなはしちょう   | 地内町の西へ延びる町丁。大正年間の耕地整理によって、1926年（大正15年）に福沢町の字名より命名。1丁目から6丁目まであったが、1丁目は戦後の区画整理で東雲町1丁目に吸収。 |        |      | | 船場小／琴陵中 |
| 東雲町1丁目 | しののめちょう   | 670-0046 | 24     | 37   | - 姫路市立船場小学校                                                                                              | 船場小／琴陵中 |
| 東雲町2丁目 | しののめちょう   | 670-0046 | 188    | 467  | - 姫路市立船場幼稚園                                                                                              | 船場小／琴陵中 |
| 東雲町3丁目 | しののめちょう   | 670-0046 | 45     | 62   | | 船場小／琴陵中 |
| 東雲町4丁目 | しののめちょう   | 670-0046 | 90     | 202  | - 西兵庫信用金庫姫路支店                                                                                          | 船場小／琴陵中 |
| 東雲町5丁目 | しののめちょう   | 670-0046 | 112    | 184  | | 船場小／琴陵中 |
| 東雲町6丁目 | しののめちょう   | 670-0046 | 27     | 51   | - 播州信用金庫西支店跡                                                                                            | 船場小／琴陵中 |
| 東雲町6丁目 | しののめちょう   | 船橋町の南。大正年間の耕地整理によって、1926年（大正15年）にめでたい名前をもって命名。 |        |      | | 船場小／琴陵中 |
| 花影町1丁目 | はなかげちょう   | 670-0047 | 55     | 92   | | 船場小／琴陵中 |
| 花影町2丁目 | はなかげちょう   | 670-0047 | 113    | 197  | - 耕地整理記念碑                                                                                                  | 船場小／琴陵中 |
| 花影町3丁目 | はなかげちょう   | 670-0047 | 22     | 28   | | 船場小／琴陵中 |
| 花影町4丁目 | はなかげちょう   | 670-0047 | 85     | 141  | | 船場小／琴陵中 |
| 花影町4丁目 | はなかげちょう   | 東雲町の十二所前線をはさんだ南側。大正年間の耕地整理によって、1926年（大正15年）に福沢町の字名より命名。 |        |      | | 船場小／琴陵中 |
| 神田町1丁目 | かんだちょう     | 670-0991 | 41     | 56   | | 船場小／琴陵中 |
| 神田町2丁目 | かんだちょう     | 670-0991 | 95     | 157  | | 船場小／琴陵中 |
| 神田町3丁目 | かんだちょう     | 670-0991 | 11     | 24   | | 船場小／琴陵中 |
| 神田町4丁目 | かんだちょう     | 670-0991 | 31     | 59   | | 船場小／琴陵中 |
| 神田町4丁目 | かんだちょう     | 花影町の南。大正年間の耕地整理によって、1926年（大正15年）に福沢町と千代田町にまたがる字名「神谷田」（神谷田自体は神田町の外である）を略して命名。 |        |      | | 船場小／琴陵中 |
| 定元町      | さだもとまち     | 670-0994 | 5      | 10   | | 船場小／琴陵中 |
| 定元町      | さだもとまち     | 神田町の南。大正年間の耕地整理によって、1926年（大正15年）に千代田町の字名より命名。 |        |      | | 船場小／琴陵中 |

### 現存しない町名
| 町名     | 読み               | 消滅時期           | 現状・概要 |
| -------- | ------------------ | ------------------ | --- |
| 増位町   | ますいまち         | 1912年（大正元年） | 材木町の一部 戦国時代末期に増位山（随願寺）の衆徒たちが一時ここに逃れていたことによる。彼らが虚無僧をしていたことから虚無僧町とも。                        |
| 下片町   | しもかたまち       | 1912年（大正元年） | 大蔵前町の一部 上片町と併せて片町とも。 |
| 西下片町 | にししもかたまち   | 1912年（大正元年） | 片田町の一部 寛延二年大洪水で下方町が一時西へ移った地。 |
| 富田町   | とみたまち         | 1912年（大正元年） | 大蔵前町の一部 田地の字飛田に由来するという。 |
| 西富田町 | にしとみたまち     | 1912年（大正元年） | 片田町の一部 元は二十軒町と称したともいう。 |
| 相生町   | あいおいちょう     | 1984年（昭和59年） | 博労町の一部 元は備前町と称したが文政3年（1820年）酒井忠道が備前守に改めたのを機にその名を避けて改称。高砂相生松の文様（松影染）を染めたことによるという。 |
| 大蔵前町 | おおくらまえちょう | 1984年（昭和59年） | 博労町・福沢町・塩町・十二所前町・忍町・久保町のそれぞれ一部 江戸時代に船場川を屈曲させた西側。姫路藩の米倉があった。                                      |

## 船場に含まれないが関連する町丁
| 町名       | 読み                   | 郵便番号 | 世帯数 | 人口 | 主な施設・備考／概要 | 校区           |
| ---------- | ---------------------- | --- | ------ | ---- | --- | -------------- |
| 山畑新田   | やまはたしんでん       | 670-0036 | 33     | 58   | - 姫路市立琴陵中学校 | 高岡小／琴陵中 |
| 山畑新田   | やまはたしんでん       | 龍野町の西、薬師山（『播磨国風土記』の「琴丘」に比定）とその東西に位置する。元は龍野町の新田。「旧高旧領」には龍野町新田（山畑新田か）144石余り、龍野町出作（白国村の随願寺が名古山北東・東辻井に持っていた寺領か）が279石余りとある。1889年（明治22年）高岡村に、1935年（昭和10年）姫路市に合併。一部が1975年（昭和50年）に東辻井1～4丁目の一部に、1984年（昭和59年）に名古山町の一部になる。 |        |      | | 高岡小／琴陵中 |
| 土山東の町 | つちやまひがしのちょう | 670-0995 | 186    | 338  | | 船場小／琴陵中 |
| 土山東の町 | つちやまひがしのちょう | 元は土山・花影町・神田町・定元町の一部。土山 (姫路市)参照。 |        |      | | 船場小／琴陵中 |
| 山野井町   | やまのいちょう         | 670-0021 | 282    | 523  | - 男山 - 男山配水池 - 男山八幡宮 - 千姫天満宮 - 水尾神社 - 不動院 - 姫路文学館 - 望景亭（旧濱本家住宅） （国登録有形文化財） | 城乾小／城乾中 |
| 山野井町   | やまのいちょう         | 小利木町の西・鷹匠町の北。水尾山（秩父山）の上から水が湧いていたことによるという。山野井村当時に男山の山麓に東山焼（姫路藩の御用窯による陶磁器）が東山村より移され、この陶工の池田弥七が廃藩後に「弥七コンロ」を開発して名を上げた。「旧高旧領」296石余り。1889年（明治22年）城北村に、1925年（大正14年）姫路市に合併、1936年（昭和11年）に岡町・嵐山町・岩端町を分離。                        |        |      | | 城乾小／城乾中 |
| 岩端町     | いわばなちょう         | 670-0028 | 535    | 1100 | - マックスバリュ城の西店 （ジャスコ岩端店跡） - 姫路少年刑務所                                                               | 城西小／琴陵中 |
| 岩端町     | いわばなちょう         | 山野井町と嵐山町の西。1936年（昭和11年）に山野井町から分離する際に附近の通称から名づけた。『播磨国風土記』にいう伊和里の端にあたることからともいう。1984年（昭和59年）に一部が名古山町。 |        |      | | 城西小／琴陵中 |

## ゆかりの人物
- 初井家 - 英賀城主三木家の別族・北田家の後裔と伝わる[66]。龍野町1丁目に初井家住宅（屋号：英賀屋）が現存する[67]。
  - 初井佐七郎（実業家） - 姫路市会議員、第三十八銀行・山陽鉄道・播磨紡績・姫路銀行等の役員を務める[66]。
  - 初井奈良吉（実業家） - 佐七郎の養子。第三十八銀行・播磨紡績・姫路銀行等の役員を務める[66]。
  - 初井しづ枝（歌人） - 大黒町より初井奈良吉の長男・佐一に嫁ぐ[68][67]。
- 中川勇次郎（鷺脚）（陶工） - 元姫路藩士、小姓町で「鷺脚焼」を製作する[69]。
- 牛尾健治（実業家） - 福沢町に住所を置いていた[70]。